# 完顏洪衍
完颜洪衍（1193年—1193年），为金朝宗室，金章宗完颜璟的第四子。母亲不详。
女真本名完颜撒改，明昌四年（1193年）出生，不久去世。承安四年（1199年），追封英王，赐名，加开府仪同三司。

## 資料
- 《金史》卷九十三 列传第三十一 章宗诸子